# Fluctuart
 (février 2023).
Le centre d'art flottant Fluctuart est un centre d'art situé sur la promenade Gisèle-Halimi, dans le port du Gros-Cailllou, dans le 7e arrondissement de Paris, en France.

## Historique
Ouvert sur le site piétonnier des Berges de Seine à Paris, il propose des expositions d'art contemporain.